# Буриданово магаре
Буридановото магаре е илюстрация на парадокс във философията, отразяващ противоречието между концепциите за свободната воля и детерминизма.
Въпреки че е кръстен на него, парадоксът не е създаден от самия Жан Буридан. Той е споменат за пръв път от Аристотел, питащ се как куче, изправено пред избора между две еднакво изкушаващи храни, би могло да направи разумен избор между тях.
Буридан не обсъжда този проблем. За сметка на това той е привърженик на моралния детерминизъм, според който, освен в случай на невежество или външни пречки, човек, изправен пред алтернативни действия, винаги би избрал по-доброто. Буридан допуска, че волята би могла да забави избора, за да оцени по-добре възможните последствия от избора. По-късни автори иронизират този възглед, описвайки магаре, което, изправено пред две еднакво желани и достъпни копи сено, би умряло от глад, докато обмисля решението си.

## История
Парадоксът предшества Буридан; датира от Античността, намерен в „За небето“ на Аристотел. Аристотел осмива софистката идея, че Земята е неподвижна само защото е кръгла и всички сили трябва да са равни във всички посоки, и казва, че това е толкова смешно, колкото да се каже, че:
| „ | ...гладен и жаден човек, намиращ се между храна и вода, трябва непременно да остане там, където е, и да умре от глад. | “ |

Гърците обаче ползвали този парадокс само като аналогия в контекста на дискусиите за равновесието на физичните сили.

## Принципът на Буридан
Математическа основа на ситуацията на Буридан се дава през 1984 г. в работа на американския компютърен специалист Лесли Лампорт, според когото винаги ще има начални обстоятелства, при които магарето ще гладува до смърт, без значение каква стратегия приема. Лампорт нарича този резултат „Принцип на Буридан“.